# Sydtyskland
Sydtyskland (tysk: Süddeutschland) betegner de sydlige dele af Forbundsrepublikken Tyskland, normalt omfattende delstaterne Bayern, Baden-Württemberg samt den sydlige del af Hessen. Ydermere betegnes områderne syd for Frankfurt am Main samt Pfalz og Saarland ofte som en del af Sydtyskland. Saarland, Rheinland-Pfalz, Baden-Württemberg og det sydlige Hessen udgør Sydvesttyskland.
Tysklands største broadsheet-avis, Süddeutsche Zeitung, har sit primære udgivelsesområde i Sydtyskland.